# Ратновский район
Ра́тновский райо́н (укр. Ратнівський район) — упразднённая административная единица на севере Волынской области Украины. Административный центр — посёлок городского типа Ратно.

## География
Площадь — 1 437 км² (6-е место среди районов).
Основные реки — Припять.

## История
Район был образован в 1940 году. 21 января 1959 года к Ратновскому району была присоединена часть территории упразднённого Заболотьевского района. В 1962—65 гг. он входил в состав Камень-Каширского района.
В сентябре 1942 года в ходе карательной операции немецкие полицейские истребили всё население села Кортелисы (погибло 2875 человек). Позднее село было восстановлено.
17 июля 2020 года в результате административно-территориальной реформы район был упразднён, его территория вошла в состав Ковельского района. На территории района были сформированы Велимченская, Заболотьевская, Забродовская, Ратновская и Самаровская территориальные общины.

## Демография
Численность наличного населения района, на 1 декабря 2013 года составляла 52 078 человек (6-е место среди районов), в том числе в городских условиях проживали 14 201 человек (27,27 %), в сельских — 37 877 (72,73 %). Постоянное население — 52 092 человека, в том числе городское население — 13 993 человека (26,86 %), сельское — 38 099 человек (73,14 %).

## Административное устройство
На момент упразднения район включал в себя:
Количество советов (рад):
- поселковых — 2
- сельских — 22

Количество населённых пунктов:
- городов районного значения — 0
- посёлков городского типа — 2 (Заболотье — 4 333, Ратно — 15 352)
- сёл — 67

Всего насчитывается 69 населённых пунктов.